# گئوف گابرینو
گئوف گابرینو (به انگلیسی: Geoff Gaberino) (زادهٔ ۱۸ ژوئیهٔ ۱۹۶۲) شناگر اهل ایالات متحده آمریکا است.